# Valenciennea sexguttata
Valenciennea sexguttata és una espècie de peix de la família dels gòbids i de l'ordre dels perciformes.

## Morfologia
- Els mascles poden assolir 14 cm de longitud total.[1]

## Reproducció
És monògam.

## Hàbitat
És un peix marí, de clima tropical (22 °C-28 °C) i associat als esculls de corall que viu entre 1-10 m de fondària.

## Distribució geogràfica
Es troba des del Mar Roig, el Golf Pèrsic i l'Àfrica oriental fins a Samoa, les Illes Yaeyama, les Illes Ryukyu i Queensland (Austràlia).

## Observacions
És inofensiu per als humans.